# Kurt Elimä
Kurt Sigvard Elimä (né le 24 août 1939 à Korpilombolo, et mort le 28 mars 2024) est un ancien sauteur à ski suédois.
Il termine septième à l'épreuve du petit tremplin de Saut à ski aux Jeux olympiques de 1964.

## Palmarès

### Jeux olympiques
| Épreuve / Édition | Innsbruck 1964 | Grenoble 1968 |
| Petit Tremplin    | 7e             | 37e           |
| Grand Tremplin    | 29e            | 37e           |